# Suzuki GSX-R1000
През 1985 г., с модела GSX-R 750, Сузуки дефинира термина „спортен мотоциклет“ изцяло наново. Радикално олекотен, с външен вид напомнящ на машините участващи в ендуранс състезанията, моделът се превръща в основоположник на една цяла нова династия от суперспортни мотоциклети.
През 2009 година Сузуки представи поредната еволюция в развитието на легендата GSX-R 1000.
Последният гиксер отпразнува 25-ата годишнина на легендарната серия с изцяло нов двигател. Разработен с идеята за постигане на по-високи максимални обороти на двигателя, някои от промените спрямо предишната генерация на мотоциклета са:

- променени размери на буталото диаметър и ход

- променена степен на сгъстяване

- по-леки разпределителни валове

- променен диаметър на клапаните

- нов, олекотен титанов аспух

- променена система за смазване на двигателя.
Промените не се ограничават само до двигателя, а също така шасито, окачването и други агрегати на мотоциклета.
Скъсената база подобрява държането на пътя, а удължената предница сцеплението.
Оптично мотоциклетът не се отличава много от предшествениците си, въпреки че може да се разпознае по промяната в опашката, която изглежда по-компактна. Подобрена е и защитата от вятър при високи скорости.
Като цяло новият GSX-R 1000 e претърпял цялостен курс по отслабване, засегнал многобройни елементи от окачването, двигателят и шасито.
185 hp, спазвайки нормите за отработени газове EURO-3 и тегло от 204 kg са постижение, от което от Сузуки не трябва да се срамуват. Сухите цифри говорят за технически прогрес.

## Технически данни модел 2010
- Двигател: 999cc,4-тактов, 4-цилиндров, водно охлаждане, DOHC, 16-клапана. Мощност 65 kW(130 bhp) при 12000 об/мин, максимален въртящ момент 110 Nm/10000 об.мин. Диаметър/ход на буталото: 74.5 x 57.3 mm. Степен на сгъстяване 12.8:1.
- Горивна система: електронно запалване и инжекцион, двойна дроселна клапа с диаметър 44 mm, задвижвани комбинирано от жило и електроника.
- Електрическа система: електрически стартер, катализатор, динамо 350 W, акумулатор 12V/10Ah
- Мазителна система: Моркър картер
- Запалване: Цифрово/Транзисторно
- Предавателна система: шестстепенна предавателна кутия, многодисков механичен, маслен съединител. първична трансмисия – верига. Предавателни числа трансмисията на 10,2/8,2/6,9/5,4/5,1. #530 верига.
- Рама/окачване: Алуминиева рама. Обърната предни амортисьори, изцяло регулируеми с диаметър на буталото 43 mm. Механичен амортисьор(демпфер) на предницата с електронен контрол. Задно окачване с регулируем централен амортисьор.
- гуми/джанти: предна 3,50 х 17, задна 6,00 х 17. Заводски гуми Бриджстоун BT 016. Предна 120/70 ZR 17 и задна 190/50 ZR 17. Двойна дискова спирачка с диаметър 310 mm отпред, един спирачен диск 220 mm отзад.
- Сервизни интервали: Първа инспекция след 1000 km, след това всеки 6000 km. Смяна на маслото всеки 12 000 km. Проверка на клапаните всеки 24 000 km.

- Размери:
- Дължина:	2045 mm
- Ширина:	7800 mm
- Височина:	1150 mm
- Височина на седалката:	810 mm
- Клирънс:	130 mm
- База: 1405 mm

- Тегло пълен:	204 kg
- Резервоар:	17.5 л.

- Цветове:	Синьо/Бяло, Черно/Златисто, Бяло/Сребристо